# Schaltvorgang
|                                       | Dieser Artikel wurde im Portal Technik zur Verbesserung eingetragen. Hilf mit, ihn zu bearbeiten, und beteilige dich an der Diskussion! |
| Vorlage:Portalhinweis/Wartung/Technik | |

Als Schaltvorgang wird jener Vorgang, bei dem gezielt zwischen scharf begrenzten Zuständen gewechselt wird, bezeichnet.
Dies kann zum Beispiel mechanisch oder elektrisch oder elektronisch erfolgen.
Oft werden mehrere Technologien kombiniert.

## Mechanische Schaltvorgänge
Ein Körper (z. B. Hebel, Stellrad, …) wird in eine bestimmte Position gebracht um beispielsweise Getriebe zu schalten. Die Positionierung kann durch einen mechanischen Anschlag oder durch ein Positionierungssystem erfolgen.
Je nach der eingestellten Position werden ein oder mehrere Vorgänge gestartet, gestoppt oder umgekehrt.

## Elektrische Schaltvorgänge
In der Regel werden hier mechanische Schalter eingesetzt, um Stromkreise zu schließen oder zu öffnen.
Die mechanischen Komponenten können auch elektrisch angesteuert werden, beispielsweise mit einem Magnetschalter, Relais, Reedrelais, Umschalter, Wechselschalter, Wählscheibe, Drehwählschalter etc.

## Elektronische Schaltvorgänge
In der Elektronik erfolgt das Schalten rein elektrisch. Der Schaltzustand wird durch die angelegte Spannung bestimmt.
Ein bekannter Schaltvorgang ist das Hin- und Herschalten zwischen zwei Kippzuständen, der durch eine elektronische Schaltung bewerkstelligt wird, welche unter der Bezeichnung „Flipflop“ bekannt ist. Die besagte Schaltung gehört zu den wichtigsten Grundschaltungen der Digitalelektronik. Das Besondere an dieser Schaltung ist, dass sie die Zustände „High“ und „Low“ für (theoretisch) unbegrenzte Zeit „aufbewahren“ kann. Damit ist sie zugleich ein elementarer Grundbaustein für die Speicherung von Daten in der Informatik.

## Schaltvorgänge unter Anwendung von Technologiekombinationen
Mit dem Wissen und den Erkenntnissen, die das Fachgebiet der Technik im Allgemeinen und der Mechatronik im Speziellen heutzutage zur Verfügung stellt, ist es möglich, verschiedene Technologien miteinander zu kombinieren, um für ein gegebenes technisches Schaltproblem eine problemangemessene, brauchbare Lösung zu finden.